# いくぞ〜!北の出会い旅
『いくぞ〜!北の出会い旅』（いくぞ〜!きたのであいたび）は、日本放送協会（NHK）の総合テレビジョンで放送されていた番組。

## 概要
吉幾三がゲストやNHKのアナウンサーと共に北海道道内を旅する番組。2010年4月23日、放送開始。

## 出演
- 吉幾三

### アナウンサー
出演当時、NHKの道内の放送局（主に札幌放送局）に在籍。
- 伊藤雄彦（2010年-2011年）[2]
- 飯島徹郎（2011年-）[2]
- 原大策[3]
- 猪飼雄一[4]
- 高橋篤史[4]
- 増子有人（2012年-）[4]
- 高市佳明[5]
- 古谷敏郎[6]
- 堀菜保子[7]
- 星麻琴[8]